# バルジェ
バルジェ（伊: Barge）は、イタリア共和国ピエモンテ州クーネオ県にある、人口約7,500人の基礎自治体（コムーネ）。

## 地理

### 位置・広がり

#### 隣接コムーネ
隣接するコムーネは以下の通り。括弧内のTOはトリノ県所属を示す。
- バニョーロ・ピエモンテ
- カルデ
- カヴール (TO)
- エンヴィーエ
- オスターナ
- パエザーナ
- レヴェッロ
- サンフロント
- ヴィッラフランカ・ピエモンテ (TO)

## 行政

### 分離集落
バルジェには、以下の分離集落（フラツィオーネ）がある。
- Torriana, S. Martino, Mondarello, Gabiola, Ripoira, Crociera, Assarti

## 姉妹都市
- Annonay、フランス
- Freyre、アルゼンチン
- El Trébol、アルゼンチン

## 関連人物
- カルロ・アルベルト・ディ・サヴォイア - バルジェ伯、サルデーニャ王